# ماركو أنطونيو سوليس
ماركو أنطونيو سوليس (بالإسبانية: Marco Antonio Solís)‏ هو موسيقي ومغني وملحن ومنتج أسطوانات مكسيكي، ولد في 29 ديسمبر 1959 في ميتشواكان في المكسيك.

## وصلات خارجية
- الموقع الرسمي
- ماركو أنطونيو سوليس على موقع IMDb (الإنجليزية)
- ماركو أنطونيو سوليس على موقع ميوزك برينز (الإنجليزية)
- ماركو أنطونيو سوليس على موقع أول ميوزيك (الإنجليزية)
- ماركو أنطونيو سوليس على موقع ديسكوغز (الإنجليزية)
- ماركو أنطونيو سوليس على موقع قاعدة بيانات الفيلم (الإنجليزية)